# Падіння Сребрениці і Жепи
Падіння Сребрениці і Жепи — одна з найвідоміших подій війни в країнах колишньої Югославії 1991—1995 років (Війна в Хорватії і Боснійська війна).
Сребреницький анклав, оголошений РБ ООН в квітні 1993 року «зоною безпеки», був узятий армією боснійських сербів 11 липня 1995 року . Одним із наслідків цього конфлікту стала різанина у Сребрениці .
Падіння Жепи, боснійського анклаву, оголошеного СБ ООН в травні 1993 року «зоною безпеки», — менш відома подія. Серби почали штурм Жепи через два дні після падіння Сребрениці і змогли зайняти місто тільки 25 липня . В результаті штурму бошняки втратили убитими близько 70 осіб. Поранені і цивільні особи були евакуйовані в Сараєво і Кладань, а півтори тисячі військовополонених згодом обміняли на сербів. Єдиною кримінальною (небойовою) жертвою падіння Жепи став полковник Авдо Палич, зниклий безвісти 27 липня 1995 в таборі СООНО, під час переговорів про умови капітуляції жепського гарнізону.
Після падіння Сребрениці і Жепи НАТО прийняло програму бомбардування сербських цілей і загрозою застосування сили запобігло напад сербів на іншу «зону безпеки» — Горажде. Надалі, слова уряду Алії Ізетбеговича про «зникнення 7-10 тисяч сребреницьких мусульман» і другий вибух на сараєвській ринку Маркалі стали приводом для масованих бомбардувань Республіки Сербської, а також інтервенції НАТО, за підтримки якої хорвати і бошняки провели ряд наступальних операцій і визначили умови Дейтонських угод .

## Передісторія

### Етнічні чистки 1992 року
З початку Боснійської війни збройні сили обох сторін систематично нападали на мирне населення. Як тільки займалося чергове місто або село, будинки систематично грабувалися і спалювалися, мирних жителів насильно зганяли до таборів (відділяючи чоловіків від жінок), били і іноді вбивали.
Протягом декількох тижнів на початку 1992 року Сребрениця перебувала під контролем Війська Республіки Сербської (ВРС), а також формувань з місцевих сербів, але в травні боснійські регулярні частини під командуванням Насера Орича остаточно взяли місто під контроль, що викликало масову втечу сербського населення, і навіть до січня 1992 року розширили територію анклаву до 900 км², хоча так і не змогли зв'язати його з основною територією, контрольованою боснійським урядом.
До 1993 року Сребрениця була мусульманський анклавом на території самопроголошеної державного утворення Республіки Сербська.

### Рейди загонів Орича
Перебуваючи в оточенні сербських військ, мусульманські загони з Сребрениці часто робили рейди по довколишніх сербським населеним пунктам. Збройні загони в таких нападах супроводжували групи мародерів, які грабували будинки і вбивали сербів, які не встигали втекти . Особливо жорстокі нальоти відбулися на Різдво і 16 січня 1993 року, коли було вбито кілька десятків цивільних сербів. Потім загони Орича почали обстріл прикордонного містечка на території Сербії . Все це призвело до дій у відповідь армією боснійських сербів і подальшої резолюції № 819 Ради безпеки ООН .
За даними сербської сторони, всього в результаті нападів формувань мусульман з Сребрениці в 1992—1995 роках загинуло від 3227 до 3287 сербів .

### Облога

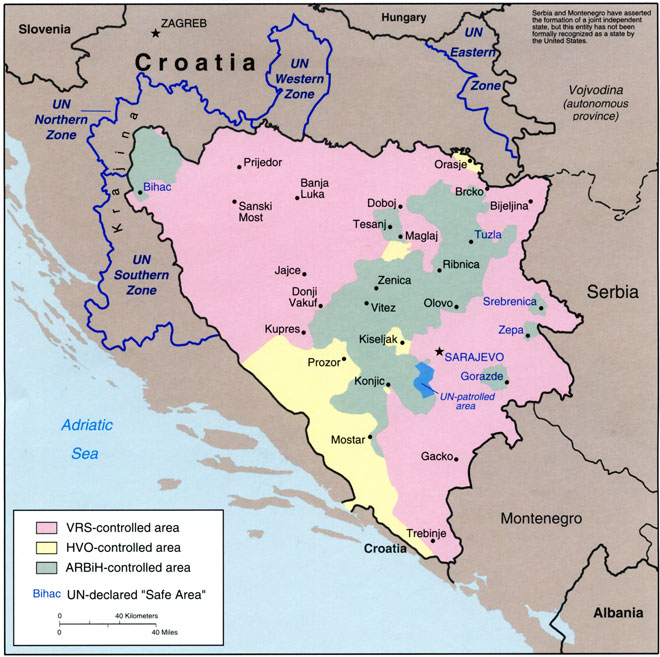
Лінії фронту станом на вересень 1994 року

З березня 1993 до липня 1995 місто знаходиться фактично в облозі, будучи оточений військами Республіки Сербської. Найближча територія, контрольована боснійцями, перебувала в 100 км і була доступна тільки по повітрю. У місті був постійний дефіцит продовольства, ліків і пального. Водопровід не працював через зруйновану сербами інфраструктуру.
Тяжке становище не поліпшилося, коли в квітні 1993 року Рада Безпеки ООН оголосив Сребреніцу «зоною безпеки», вільної від будь-якого роду військових дій, і розмістив в ній голландських миротворців в кількості 600 осіб, озброєних стрілецькою зброєю. Вони повинні були роззброїти сили боснійських мусульман і перетворити місто з околицями в демілітаризовану зону. Але вони цього не зробили. Статус демілітаризованої зони постійно ігнорувався обома сторонами: боснійські мирні жителі систематично скаржилися на напади сербських військ, в той час, як для сербів було очевидним використання статусу Сребрениці для підготовки атак на армію Республіки Сербської. Обидві сторони звинувачували голландський миротворчий контингент у відвертій бездіяльності.

### Директива №7
У березні 1995 року президент Республіки Сербської Радован Караджич, видав «директиву 7», в якій наказав повністю ізолювати Сребреніцу і Жепу. Попри неодноразові прохання відкрити гуманітарний коридор для продовольства, блокада продовжилася.

### Обстановка напередодні атаки
В середині квітня 1995 року бригадир Насер Оріч, 17 офіцерів 28-ї дивізії, а також начальник штабу 285-ї жепськой бригади Рамо Чардаковіч і 4 офіцери з Жепи були перекинуті вертольотами в Тузлу для навчання у військовій офіцерській школі в Зіниці і офіцерських курсах в Сараєво. Однак в Сребреніцу повернулися тільки два офіцери 28-ї дивізії — Раміз Бечировіч і Еюб Голич. Через те, що вертоліт, на якому вони прибули вночі 7 травня в Жепу, з нез'ясованих причин зазнав аварії (в результаті загинуло 12 осіб, а 10 чоловік, включаючи Раміза Бечировіча, Еюба Голіча і Рамо Чардаковіча, отримали легкі поранення), повітряне сполучення між основною територією, контрольованою бошняцьким урядом і Сребреницько-жепським анклавами було перервано. Таким чином, до початку сербського наступу Насер Оріч і 15 офіцерів перебували в Тузлі, а командування 28-ю дивізією здійснювали Бечировіч і Голич .
При цьому, за деякими даними, ймовірність сербського вторгнення і масових вбивств мусульманського населення розглядалася керівництвом Боснії і Герцеговини ще в 1993 році Кінець цитати

## Падіння Сребрениці і Жепи

### Взяття Сребрениці (6-11 липня 1995 року)
На початку липня сербський Дрінскій корпус почав планомірний наступ в «зону безпеки». Як стверджують автори книги «Югославія в XX столітті: нариси політичної історії», корпусу була поставлена мета потіснити мусульманські формування в місто і позбавити їх можливості здійснювати вилазки в сербські райони. Однак підсумком наступу стало взяття всього анклаву.
8 липня голландський БТР був обстріляний сербами і відступив. 10 липня миротворчі війська безуспішно спробували «налякати» наступаючих сербів, стріляючи «поверх голів». Без повітряної та вогневої підтримки миротворці практично не чинили ніякого опору і відмовилися брати участь в нечисленних боях. 11 липня два літаки НАТО атакували танки сербів, але дії авіації були припинені після того, як серби пригрозили знищити голландський контингент.

### Криза в Поточарах (12-13 липня 1995 року)
До вечора 11 липня біля розташування частини миротворчих військ ООН в Поточарах зібралося близько 20-25 тисяч біженців. Кільком тисячам удалося прорватися в межі самої частини, в той час, як інші ховалися по довколишніх фабрикам і полях.
Військо РС на прохання місцевого населення і за пропозицією ООН евакуювало жінок, дітей і людей похилого віку з Сребрениці в Тузлу. Республіканський штаб охорони здоров'я БіГ повідомив 16 липня 1995 року, що 22 283 біженця з Сребрениці прийнято на території Тузлансько-Подринського кантону. Прес-секретар Верховного комісаріату ООН у справах біженців в Женеві звинуватив 15 липня боснійську владу в Сараєві в тому, що вони заважають наданню допомоги біженцям. Всесвітня організація охорони здоров'я зареєструвала 35 632 біженця з Сребрениці.

### Боснійська колона

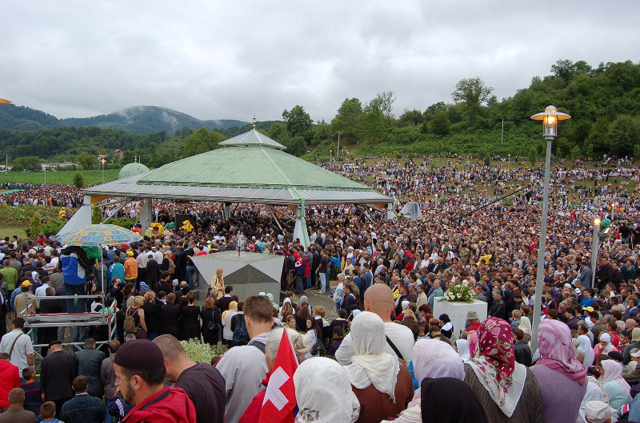
Поточари, 11 липня 2007

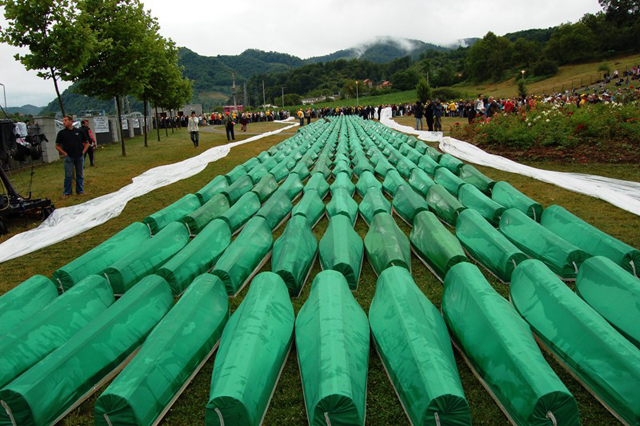
Похорон 465 упізнаних жертв

До 22 години 11 липня більшість здорових боснійських чоловіків зібралися в колону за для того, щоб під захистом солдат 28 дивізії відійти через ліси до міста Тузла. У колоні налічувалося від 10 до 15 тисяч осіб, включаючи близько 5 тисяч військових, в ній були присутні адміністрація анклаву, медперсонал місцевої лікарні і сім'ї відомих городян.
Увечері 12 липня ця колона потрапила в засідку в результаті чого військові вступили в бій, а мирні біженці розбіглися. Багато з них протягом декількох днів залишалися в цьому районі, намагаючись уникнути сербські блокпости на дорогах. За різними версіями, до Тузли дісталися від 5 до 10 тисяч чоловік.

### Падіння Жепи
Містечко Жепа, що знаходиться на південь від Сребрениці було найменшою зоною безпеки ООН у Боснії. Її охороняв невеликий загін з 79 українських миротворців, для керівництва їх діями з Сараєво був відряджений заступник командувача силами ООН в секторі «Сараєво» полковник ЗС України Микола Верхогляд .
Відразу після падіння Сребрениці президент Франції Жак Ширак зажадав почати інтервенцію в Боснії . Незабаром після цього газета «Фігаро» опублікувала статтю, згідно з якою «серби захопили в полон 79 українських миротворців і загрожують їх розстріляти, якщо НАТО почне бомбардування». спостерігачі вважали, що різкі заяви Ширака і публікація «Фігаро» спрямовані на те, щоб відвернути увагу французької громадськості від наміру Франції відновити випробування ядерної зброї в Тихому океані .
Блокада Жепи закінчилася переговорами Ратко Младича, Толіміра Здравко, Авдо Паліча і полковника Верхогляда. За підсумками переговорів під контролем українських миротворців була проведена мирна евакуація населення міста. На думку командувача сектором «Сараєво» генерала Гобійяра в безкровному розв'язку блокади важливу роль відіграла присутність на переговорах полковника Верхогляда.

## Різанина
Згідно вироками Міжнародного трибуналу по колишній Югославії, під керівництвом генерала Младича Військом Республіки Сербської, поліцією та іншими сербськими збройними загонами проводилися організовані масові розстріли схоплених сербами мирних жителів-мусульман (чоловіків і хлопчиків у віці від 10 до 65 років). Вони тривали кілька днів у багатьох місцях в околицях Сребреніци. Точне число жертв документально не встановлено, але за оцінками вбито близько 8000 чоловік. Жертви були закопані в братських могилах.
Міжнародний трибунал по Югославії встановив, що було вбито 7000-8000 дорослих чоловіків з числа боснійських мусульман . У січні 2007 року Міжнародний трибунал кваліфікував дії сербів як «злочини геноциду» (Геноцид в Сребрениці, босн. Genocid u Srebrenici Genocid u Srebrenici).